# Prostemmiulus baliolus
Prostemmiulus baliolus är en mångfotingart som beskrevs av Loomis 1938. Prostemmiulus baliolus ingår i släktet Prostemmiulus och familjen Stemmiulidae. Inga underarter finns listade i Catalogue of Life.